# Gentiana zollingeri
Gentiana zollingeri là một loài thực vật có hoa trong họ Long đởm. Loài này được Fawc. mô tả khoa học đầu tiên năm 1883.